# Radosztin Kisisev
Radosztin Prodanov Kisisev, bolgárul: Радостин Проданов Кишишев; (Burgasz, 1974. július 30. –) bolgár válogatott labdarúgó.
A bolgár válogatott tagjaként részt vett az 1996-os Európa-bajnokságon és az 1998-as világbajnokságon.

## Sikerei, díjai
Litex Lovecs
- Bolgár bajnok (3): 1997–98, 1998–99, 2009–10
- Bolgár kupa (1): 2008–09